# Dhurata Dora
Dhurata Dora (* 24. prosince 1992) je německá zpěvačka albánského původu.

## Život a kariéra
Dhurata Murturi se narodila 24. prosince 1992 ve městě Norimberku v Bavorsku do albánské rodiny. Navštěvovala základní školu ve městě Fürth. Zpívat začala už ve velmi raném věku pod pseudonymem Dhurata Dora. Svou hudební kariéru začala v Kosovu, kde vydala v roce 2011 svůj první singl Vete kërkove. V návaznosti na úspěch prvního singlu se spojila s umělcem Donem Arbasem a v roce 2012 vydala další singl, Get Down. Ten se dočkal většího úspěchu, než její první hit. Následujícího roku vydala singl I Like Dat. V létě roku 2013 vydala píseň Edhe Pak spolu s umělci Blunt & Real a Lumi B.
V listopadu roku 2014 vydala single A bombi. Během jara 2015 začala spolupracovat s nahrávací společností Max Production Albania.
V dubnu roku 2019 vydala mezinárodně úspěšný hit Zemër, který nahrála s alžírským raperem Soolkingem. Singl se umístil na prvním místě albánské hitparády a dostal se také do žebříčků v Belgii, Švýcarsku a Francii, kde byl označen jako platinový hit. V červenci 2022 měl hit již přes 74 milionů zhlédnutí na YouTube. V únoru roku 2020 spolupracovala s německo-albánským raperem Azetem a vydali hit Lass los.